# 汪明荃
汪明荃，GBS（1947年8月28日—），人稱阿姐、Liza姐、汪阿姐，香港女演員、歌手兼電視節目主持。籍貫上海青浦，生於江苏省崇明县（现属上海），成長於英屬香港。汪明荃自加入演藝圈後獲獎無數，曾17度於《華僑晚報》十大明星選舉中當選十大明星，當中15次為電視明星（1969、1971、1973－1982、1984－1986年度）、兩次為影劇明星（1982及1983年度），是該選舉中獲獎最多的藝人。2001年及2005年奪得無綫電視萬千星輝頒獎典禮最佳女主角獎項，2005年並獲頒十大中文金曲金針獎。2007年獲得世界傑出華人獎。2012年獲頒無綫電視萬千光輝演藝人大獎。
1966年加入麗的映聲（麗的電視前身），1971年轉投無綫電視（TVB），是1970年代無綫首席女演員及當家花旦，在1970年代至1980年代間演出多部著名劇集，也是無綫電視綜藝節目《歡樂今宵》內的前女子音樂組合四朵金花成員之一。政治方面，她曾任第七、八届全国人民代表大会广东地区代表、第九、第十、第十一、第十二届全國政協委员，現任香港電視專業人員協會榮譽主席和八和會館顾问（永远会长），亦是無綫電視代理人合約女藝員，主要擔任大型節目的司儀。

## 早年生活
汪明荃祖籍上海青浦，1947年8月28日生于江蘇省崇明縣（今上海市崇明島），乳名「小妹」，父親汪南雲、母親施亞萊（於華東理工大學保健科工作）、姐姐汪明蘿和弟弟汪之珣。其名字“明荃”的意思是“崇明島上的一棵小草”。自小與祖父母一起在上海青浦縣郊區青浦鎮生活，1956年秋到香港與家人團聚，居住在北角清華街。小學時期就讀昔日位於該處的聖猶達小學（小一至小五），但於1960年跳過小六年級，直接考入隔鄰的蘇浙公學且獲取錄為中一新生（1965年中五）。在1965年香港中學會考中，汪明荃取得6分。因為愛表演，於蘇浙公學畢業後，她從報紙廣告中得知電視台招收演藝學員，由是在1966年應考麗的映聲第一期藝員訓練班。從千多名報名者中只錄取9名，她成為了其中一位，畢業成績為第一名，證書編號001，在1967年成為合約演員。據汪氏憶述，她報考麗的映聲藝員訓練班後，同時亦獲國泰航空錄取任職空姐，並已處試用期間，但因自己醉心演藝，且電視業屬當時新興的演藝行業，而她願意挑戰新事物，故最終選擇簽約加入麗的映聲，從此展開演藝事業。

## 音樂事業
1966年，汪明荃從麗的映聲首屆電視音樂藝員訓練班畢業後（同期同學包括奚秀蘭等），便加盟麗的電視，起初擔任司儀，多數為民謠歌劇演出，以古裝造型飾演粵劇，但初時沒有唱歌。她為了使自己的演出更進一步，曾自費前往日本深造一年左右，這在當時來講是一項創舉。雖曾在日本留學，但不通曉日文。1971年4月1日正式加盟無綫電視，成為了該台第一代當家花旦，初期演出《歡樂今宵》，又曾與趙雅芝、繆騫人、黃杏秀、李司棋、黃淑儀、李琳琳、苗金鳳等人成為早年第一代無綫著名的當家花旦之一。七十年代至八十年代初乃汪明荃流行曲事業最風光時期，七十年代初与沈殿霞（肥肥）、王爱明（明明）及张德兰（圓圓）四人组成“四朵金花”；同時也在《秋海棠》飾演歌女梅寶，而其插曲《金絲雀》更成為大熱金曲，其後更有香港史上第一張電視原聲帶。當時，不少重頭劇都是由她擔任主角，包括家傳戶曉的《家變》，其中飾演女強人洛琳一角，形象深入民心，亦因此奠定汪明荃在電視連續劇一姐地位，不但大量電視連續劇都是由她擔正，就連電影導演都常邀請她擔任演出，但真正成功接拍者不多。在歌壇方面的發展，1969年已開始出唱片，1975年她出了三張極受歡迎的唱片《黛玉葬花》、《紫釵記》和《清宮殘夢》從而成為當時的一線歌手。1980年，她涉足電台界，為廣播劇《渺渺情》演唱主題曲；為所主演的電視劇《京華春夢》和《千王之王》演唱主題曲，兩張專輯賣過滿堂紅，是她歌唱事業最高峰的一年。1982年，主唱《萬水千山總是情》的主題曲《萬水千山總是情》和愛國插曲《勇敢的中國人》，贏得兩岸三地觀眾的愛戴，後逐漸退出了香港的流行樂壇。
1981年，她獲選為香港十大傑出青年，也是香港首位得到此榮譽的女藝人。而汪明荃接觸粵劇的契機起自與林家聲於1983年演出《天仙配》和《龍鳳爭掛帥》。當時她減少參演劇集，把空餘時間用來發展新興趣，於是開始接受粵劇訓練。
由於她涉足中國內地政壇，使她因要表明政治立場的問題而失去台灣市場。1988年適逢羅家英與拍檔拆夥，他需要尋找一位當紅花旦合作，如是與汪明荃另組福陞粵劇團。2人之前完全不認識對方，但自羅家英委託一位友人幫忙提出合作邀請後便結緣。1988年3月當選保良局戊辰年董事局總理，並於1990年代兩任八和會館主席。

## 影視事業
汪明荃從影數十年拍了不少著名電視劇，如《千王之王》、《家變》（當時她本與台灣導演宋存壽簽下片約，獲安排與林青霞參演電影《綠色山莊》，但無綫電視替她擺平合約問題，而後安排她拍攝《家變》一劇。）、《京華春夢》及《萬水千山總是情》等，當中與鄭少秋的合作次數最多，如《倚天屠龍記》、《書劍恩仇錄》等。自1997年起舉辦的《萬千星輝頒獎典禮》，汪明荃曾多次競逐或獲提名最佳女主角，更先後憑劇集《婚前昏後》及《我的野蠻奶奶》成功「封后」，演技得到很多觀眾認同。2015年，她憑劇集《華麗轉身》獲得《星和無綫電視大獎2015》「我最愛TVB女主角」獎項，成為新加坡視后，也是經過10年之後再一次獲得視后殊榮。

## 近年发展
汪明荃曾于1995年舉行首次紅磡體育館個人演唱會，1997年參加节目《顾嘉煇金钻群星贺回归》及舉行入行三十年「十荃十美演唱會」，1999年與鄭少秋合作《最佳友情人演唱会》及《煇黄2000演唱會》、2003年舉行「明荃明曲明星演唱會」，2007年入行四十年《汪明荃我係我演唱會》、2010年參加娱乐唱片主辦的《金曲娱乐真经典演唱会》、2011年參加《鄭少秋 汪明荃 喜多郎 新纪元2011演唱會》、2015年參加《顾嘉煇榮休盛典演唱會》、翌年再次參加《顾嘉煇金紫荊慈善演唱會》、2017年举行其入行五十年演唱會；同年11月中，TVB为了歌颂汪明荃自入行五十年来在演艺界付出的贡献而假于半島酒店举行节目《汪明荃50周年世紀盛宴》，嘉賓包括蔡和平、夏雨、米雪、張德兰、陈洁灵、王祖蓝、容祖儿等人。2004年獲香港電台十大中文金曲「金針獎」。舞台劇方面，汪明荃於1982年與羅文及米雪合演《白蛇傳》，1997年為香港話劇團演出《誰遣香茶挽夢回》，2002年為香港劇團25周年演出賴聲川七小時長篇鉅作《如夢之夢》。
1999年演出《創世紀》、2001年演出《婚前昏後》以及2008年演出《野蠻奶奶大戰戈師奶》等等。
她曾在1985年患上甲狀腺癌，手術後康復。另於2002年患上乳腺腫瘤，幸及早發現，完成手術並康復後成為香港防癌會委員，致力推廣防癌資訊。
2018年，有報導指出汪明荃對Gucci的熱愛，她出演《歡樂今宵》時的G字圖案裙，為自己演唱會唱《京華春夢》的彩虹閃片黑紗長裙，還是去看楊千嬅演唱會的UFO男裝冷衫，都證明了潮流觸覺幾乎冠絕全港女星。無論是休閑還是高貴也能隨意駕馭。
同年，汪明荃於在社交平台Instagram開設帳戶，並於10月9日起上載訊息。同年11月18日於上載出席盆菜宴活動中與他人的合照時開始，汪明荃放棄了系統內置的人名標示功能，改以手書他人姓名、職稱及對相片的描述。傳媒將此現象稱為「汪阿Tag」，並引發其他藝人及網民仿效。
2019年9月28日，汪明荃在內地演出時跌倒，傷勢一度不明，兩日後才出post表示自己身體沒有大礙。 同年12月，她在《東華》籌款節目與梁兆明演出的粵劇折子戲《德齡與慈禧之母子恩仇》共籌得四百七十多萬，成為全晚籌款最高表演項目。
汪明荃近年數次和香港中樂團合作舉行音樂會。在這些演唱會上，汪明荃除了演唱自己的金曲外（為中樂團重新編曲的版本），還有演唱不少藝術歌曲以及世界首演的委約作品。這些音樂會多在香港文化中心音樂廳舉行，無論賣座和口碑也相當理想。
2024年，汪明荃宣布於11月23日及24日假紅磡香港體育館舉行《阿姐•汪明荃演唱會2024》，為此於9月9日舉行《阿姐•汪明荃演唱會2024記者會》，並首度發佈其2024年全新單曲《Make My Day》。

## 个人荣誉
1981年，汪明荃獲選為香港十大傑出青年。
2004年獲頒銀紫荊星章。
2007年，汪明荃荣獲香港城市大學頒發榮譽博士學位同年11月18日，她獲得世界傑出華人獎，又獲香港演艺学院颁荣誉院士以及榮譽博士荣衔。2010年12月8日汪明荃出席職業訓練局畢業典禮，並獲大會安排由當時政務司司長唐英年頒發榮譽院士榮銜。
2012年，汪明荃在《萬千星輝頒獎典禮2012》中獲頒「萬千光輝演藝人大獎」，表揚及肯定她在演藝生涯的努力，包括加入演藝圈45年及服務無綫電視多年之貢獻與付出。
2022年獲頒金紫荊星章。

## 個人生活

### 婚姻
1971年跟從事製衣行業的商人劉昌華結婚，但最終於1983年離婚。
1988年，汪明荃在一次粵劇合演上結識羅家英，兩人在翌年正式交往。期間，羅家英多次向汪明荃求婚，但她因經歷婚姻失敗而拒絕。不過在2004年，羅家英患上第三期肝癌，此事改變了汪明荃對婚姻的看法。直到2009年，年屆61歲的汪明荃透過無綫電視總經理陳志雲向外宣佈，二人已在5月2日在美國拉斯維加斯註冊結婚。
2019年5月1日，汪明荃及羅家英慶祝結婚十周年。

### 人際關係
汪明荃活躍於演藝、粵劇、政治多個界別，資歷相當深厚，因此在各個界別都廣有人脈。
汪於1983年正式認謝賢女兒謝婷婷為乾女兒。
2011年，汪明荃收粵劇花旦李沛妍為誼女。

## 政治立場
汪明荃一般被視為親建制派人士，一度活躍於香港政壇，不時公開發表支持政府施政言論，但對於代表香港政府多年來冷淡對待粵劇界不時作出批評。
1980年代她也開始涉足政界，由於當時香港的全國人大代表並非由香港人自行推選，而是由廣東省的人大代表提名推選，她在選舉時被多人提名，1988年開始參與政治。之後她多次代表香港人向中央政府表達香港人的聲音，當中最為人所知的是她在六四事件發生後，在人大會議上指出六四事件的處理手法傷透了香港人的心。
同時汪明荃以人大身分活躍政壇，1996年意圖參選臨時立法會選舉，惟結果落選。
1998年開始，她轉任政協，並漸漸淡出政壇，重新展開她的影視事業。
汪明荃向《明周》透露，2017年香港特別行政區行政長官選舉投票，她投給林鄭月娥。
汪明荃亦有參與支持港版國安法的聯署。

### 代表香港粵劇界向政府反映

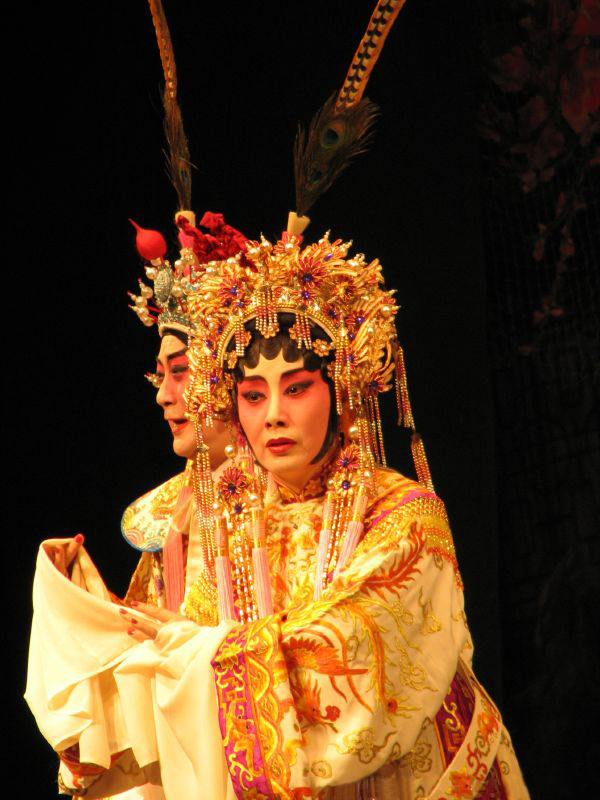
汪明荃於2006年表演粵劇。

2005年8月，汪明荃代表香港粵劇界與新光戲院的業主商討續租，希望業主為了香港粵劇界的前途而准許新光戲院以現時的租金續租三年。會後，雙方召開記者招待會。汪明荃在記者會上直指香港政府的各個局長口裡說支持本地藝術發展，但對這件事件一直不予理會，是只說不做，最後民政事務局局長何志平承諾增撥資源支援，可見汪明荃在粵劇界的影響力。
2018年12月，汪明荃於香港西九文化區首座落成的表演藝術場地戲曲中心開台儀式上致辭，稱戲曲中心籌備過程歷盡艱辛，所幸最終「苦盡甘來」，盼日後可以專職發展本地戲曲，以展現更多優秀作品和劇種。但她同時質疑場租和租用條款相當苛刻，勸籲劇團在租用時要注意平衡開支，清楚計算成本。

### 2020冠狀病毒病事件及確診
於2019冠狀病毒病疫情期間，醫護界因應前線裝備及防疫用品如口罩及酒精搓手液等嚴重短缺，要求政府為阻止疫情擴散封關，但其後事件醞釀至醫護界發起罷工。汪明荃被問及事件時，表示『封關當然會好一點』但不同意罷工，並指政府工作不足，要求林鄭月娥和醫護界溝通。
2023年1月1日，汪明荃及丈夫羅家英去日本旅行返港，均確診新冠病毒，須延期演出粵劇《紫釵記》。

### 香港選舉制度改革
2021年5月，汪明荃接受由特首林鄭月娥主持的港台節目訪問，被問到對2021年香港政治制度改革的意見。汪明荃在節目中表示，其所屬的「體育、演藝、文化及出版界」組別，在選委會的席位由原來的60席減至30席，其中一半透過團體提名產生，認為難以再有反映業界聲音，對此表示不滿。

## 演出作品

### 電視劇（麗的映聲）
| 首播   | 劇名       | 角色     | 備註                                 |
| 1968年 | 《四千金》 | 司徒翠珊 | （同劇演员：禤素霞、蘇洁賢、黄楚颖） |

### 電視劇（無綫電視）
| 首播   | 劇名                         | 角色                    | 備註                                                                           |
| 1973年 | 《私戀》                     |                         |                                                                                |
| 1974年 | 《永恆的春天》               | 毛圓圓                  |                                                                                |
| 1974年 | 《藍與黑》                   | 唐琪                    |                                                                                |
| 1974年 | 《秋海棠》                   | 梅寶                    | （同劇演員：梁天、殷巧兒、李香琴）                                             |
| 1974年 | 《民間傳奇》之三司會審玉堂春 | 玉堂春                  |                                                                                |
| 1974年 | 《四朵金花》                 |                         |                                                                                |
| 1974年 | 《豹子頭林沖》               |                         |                                                                                |
| 1975年 | 《清宮殘夢》                 | 珍妃                    |                                                                                |
| 1975年 | 《香港風情畫》               | 阮青                    |                                                                                |
| 1975年 | 《紅樓夢》                   | 林黛玉                  |                                                                                |
| 1975年 | 《民間傳奇之紫釵記》         | 霍小玉                  |                                                                                |
| 1975年 | 《民間傳奇之趙五娘》         | 趙五娘                  |                                                                                |
| 1975年 | 《民間傳奇之金葉菊》         | 周玉仙                  |                                                                                |
| 1975年 | 《民間傳奇之三看御妹》       | 劉金定                  |                                                                                |
| 1975年 | 《功夫熱》                   | 柳儀                    |                                                                                |
| 1975年 | 《愛情組曲》                 |                         |                                                                                |
| 1975年 | 《緣盡未了情》               |                         |                                                                                |
| 1975年 | 《人間世外》                 |                         |                                                                                |
| 1975年 | 《宋江怒殺閰婆惜》           | 滿堂驕                  |                                                                                |
| 1976年 | 《書劍恩仇錄》               | 霍青桐                  |                                                                                |
| 1976年 | 《民間傳奇》之寶蓮燈         | 聖母三娘                |                                                                                |
| 1976年 | 《民間傳奇》之青鳳           | 屠青鳳                  |                                                                                |
| 1976年 | 《唔使問阿貴》               | 阿彩（Joyce）           | 每集不同的人物性格，但是名字都是阿彩                                           |
| 1976年 | 《家家有本難唸的經》         | 王小如                  |                                                                                |
| 1976年 | 《龍虎豹》                   |                         |                                                                                |
| 1976年 | 《七女性》                   | 汪明荃                  |                                                                                |
| 1976年 | 《少年十五二十時》           |                         |                                                                                |
| 1977年 | 《家變》                     | 洛琳                    | （同劇演員：白文彪、鄧碧雲、陳嘉儀、夏雨、南紅、李香琴、朱江、金興賢、任達華） |
| 1977年 | 《畸人列傳》                 |                         |                                                                                |
| 1977年 | 《淡入淡出》                 |                         |                                                                                |
| 1977年 | 《瑪麗關七七》               |                         |                                                                                |
| 1977年 | 《民間傳奇》之帝女花         | 長平公主                |                                                                                |
| 1978年 | 《孖生姊妹》                 | 周幸枝/周幸桂           |                                                                                |
| 1978年 | 《倚天屠龍記》               | 趙明（昭明郡主）        |                                                                                |
| 1979年 | 《天虹》                     | 梁沛怡                  |                                                                                |
| 1979年 | 《楚留香》                   | 沈慧珊                  | （同劇演員：鄭少秋、趙雅芝）                                                   |
| 1979年 | 《不是冤家不聚頭》           | 戚甜兒                  | （同劇演員：林子祥、石修、馮寶寶、黃曼梨、莊文清、陳嘉儀）                     |
| 1980年 | 《京華春夢》                 | 賀燕秋                  | （同劇演員：劉松仁、韓馬利、上官玉、鮑 方、鄧碧雲、譚炳文、湯鎮業）            |
| 1980年 | 《千王之王》                 | 譚小棠                  | （同劇演員：謝 賢、任達華、上官玉、楊 群、曾慶瑜、郭 鋒、黃 新）               |
| 1981年 | 《四季情》                   | 曾敏/曾慧               | （同劇演員：林子祥、黃錦燊、劉克宣、許紹雄、葉德嫻、陳秀珠）                   |
| 1981年 | 《千王群英會》               | 霍思靈                  | （同劇演員：謝 賢、周潤發、呂有慧、黃允財、劉兆銘、黃杏秀）                    |
| 1981年 | 《楊門女將》                 | 穆桂英                  | （同劇演員：馮寶寶、上官玉、石 修、湘 漪、李琳琳、藍 天、胡美儀）              |
| 1982年 | 《郎歸晚》                   | 周明月                  | （同劇演員：歐陽珮珊、于、李青山、上官玉、郭 鋒、杜 平、黎少芳）               |
| 1982年 | 《萬水千山總是情》           | 莊夢蝶                  | （同劇演員：謝 賢、呂良偉、關禮傑、李香琴、鮑 方、曾慶瑜）                     |
| 1983年 | 《香港八三》之阿姐出馬       | 汪小姐                  | （同劇演員：黃 新、梁葆貞、陳 泉、李成昌、梁仲芬、張兆輝）                     |
| 1984年 | 《秋瑾》                     | 秋 瑾                   | （同劇演員：謝 賢、任達華、劉 江、楊澤霖                                       |
| 1985年 | 《楊家將》                   | 華山聖母                | （同劇演員：龔慈恩、苗僑偉、戚美珍、黃日華、謝 寧、劉德華）                    |
| 1986年 | 《寶蓮燈》                   | 聖母三娘                |                                                                                |
| 1986年 | 《屈原》                     | 吳寶如                  | （同劇演員：鄭少秋、石 修）                                                    |
| 1988年 | 《大都會》                   | 凌家敏                  | （同劇演員：鄭少秋、梁朝偉、周星馳、呂良偉、楊 群、戚美珍）                    |
| 1990年 | 《朝陽》                     | 方佩琪                  | （同劇演員：李司棋、毛舜筠、曾 江、夏 雨、譚倩紅、南 紅）                      |
| 1991年 | 《怒劍嘯狂沙》               | 阮素竹                  | （同劇演員：關禮傑、周海媚、楊得時、劉玉翠、王 偉、羅家英）                    |
| 1999年 | 《創世紀》                   | 方健平（Lisa）          | （同劇演員：羅嘉良、郭 鋒）                                                    |
| 2000年 | 《創世紀II之天地有情》       | 方健平（Lisa）          | （同劇演員：羅嘉良、郭 鋒）                                                    |
| 2000年 | 《雷霆第一關》               | 呂馥明（Ming）          | （同劇演員：李修賢、宣 萱、王 喜、麥長青、曹永廉）                             |
| 2001年 | 《婚前昏後》                 | 林皓雪                  | （同劇演員：劉松仁、張可頤、馬德鐘、蘇玉華、楊 怡、胡杏兒、鄧健泓）            |
| 2002年 | 《無考不成冤家》             | 談何玉儀、何碧儀        | （同劇演員：張可頤、馬德鐘、錢嘉樂、郭 鋒）                                    |
| 2004年 | 《血薦軒轅》                 | 唐 碧                   | （同劇演員：鄭少秋、林 峯、楊思琦）                                            |
| 2005年 | 《我的野蠻奶奶》             | 喜塔臘‧鑠蘭（格格）     | （同劇演員：胡杏兒、黃宗澤、石 修、伍詠薇）                                    |
| 2005年 | 《識法代言人》               | 孫敏儀（狀媽）          | （同劇演員：夏 雨、胡杏兒、陳鍵鋒、劉綽琪、黎耀祥、魏駿傑）                    |
| 2006年 | 《東方之珠》                 | 金 燕                   | （同劇演員：郭晉安、佘詩曼、關菊英、秦 沛、石 修、黎諾懿、陳敏之）             |
| 2008年 | 《野蠻奶奶大戰戈師奶》       | 戈 碧（Ophelia、O姐）   | （同劇演員：胡杏兒、黃宗澤、許紹雄、滕麗名、郭政鴻、胡定欣）                   |
| 2008年 | 《東山飄雨西關晴》           | 莊鳳儀（二奶奶）        | （同劇演員：馬德鐘、佘詩曼、黃浩然、商天娥、郭 鋒、李施嬅、蕭正楠）            |
| 2010年 | 《女王辦公室》               | 雷小鳳（Queen姐）       | （同劇演員：杜汶澤、何韻詩、吳卓羲、陳山聰、劉 江、盧宛茵）                    |
| 2010年 | 《居家兵團》                 | 黎嘉嘉（嘉嘉姐）        | （同劇演員：夏 雨、鄭嘉穎、廖碧兒、黃智雯）                                    |
| 2011年 | 《荃加福祿壽探案》           | 辛潮彤（Mona、Madam辛） | （同劇演員：阮兆祥、王祖藍、李思捷、石 修、梁靖琪）                            |
| 2012年 | 《巴不得媽媽...》            | 商映虹（虹姐）          | （同劇演員：黃淑儀、岑麗香、錢嘉樂、羅仲謙、黃智雯）                           |
| 2014年 | 《老表，你好hea！》          | 汪明荃                  | （同劇演員：郭晉安、王祖藍、萬綺雯、王菀之、張繼聰、鍾景輝）                   |
| 2015年 | 《華麗轉身》                 | 華芳凝（華小姐）        | （同劇演員：鍾嘉欣、劉松仁、方力申、岑麗香、米 雪）                            |
| 2015年 | 《風雲天地》                 | 曹關若男（曹太）        | （同劇演員：趙雅芝、劉愷威、黃德斌、蕭正楠、唐嫣）                             |
| 2018年 | 《誇世代》                   | 尚慶莊                  | （同劇演員：歐陽震華、田蕊妮、陳豪、邵美琪、張繼聰、李佳芯、龔嘉欣、馬海倫）   |
| 2018年 | 《溏心風暴3》                | 向清沂                  | （同劇演員：黃宗澤、羅樂林、朱敏瀚、黃長興）                                   |
| 2022年 | 《回歸》                     | 鍾慧芬                  | （同劇演員：郭晉安、陳 煒）                                                    |

### 電視劇（其他部分）
| 首播   | 劇名                                   | 角色       | 備註 |
| 1999年 | 《鏡花緣傳奇》（於2005年華娛衛視播出） | 武則天     | （同劇演員：姜大衛、曾志偉、羅家英、顧冠忠、葉子菁、黃宇詩） |
| 2020年 | 《飛虎之雷霆極戰》                     | 特首何惠英 | （同劇演員：苗僑偉、黃宗澤、馬國明、吳卓羲、吳啟華、陳山聰、蒙嘉慧、張曦雯、王敏德、梁競徽、蔡 潔、苟芸慧、余香凝、譚凱琪、姜大衛、林嘉華、吳業坤、潘志文、鄭子誠、陳秀珠，特別演出：李佩斯） |

### 電影
| 首播   | 電影名稱           | 語言 | 角色   | 備註     |
| 1969年 | 《玫瑰芍藥海棠紅》 | 粵語 |        |          |
| 1970年 | 《小姐不在家》     | 國語 |        |          |
| 1978年 | 《大搶特腸》       | 粵語 | 麗莎   |          |
| 1979年 | 《圓月彎刀》       | 粵語 | 青青   |          |
| 2015年 | 《ATM提款機》      | 粵語 |        | 客串     |
| 2024年 | 《誤判》           | 粵語 | 張司長 | 友情客串 |

### 舞台劇
| 年份   | 名稱               |
| 1975年 | 《小城風光》       |
| 1982年 | 《白蛇傳》         |
| 1997年 | 《誰遣香茶挽夢回》 |
| 2002年 | 《如夢之夢》       |

### 唱片
| 年份   | 唱片名稱 |
| 1969年 | 黃金與愛情 |
| 1969年 | 等待 |
| 1974年 | 秋海棠 |
| 1975年 | 黛玉葬花 |
| 1975年 | 清宮殘夢 |
| 1975年 | 伴侶 |
| 1975年 | 紫釵記 |
| 1975年 | 四朵金花 |
| 1976年 | 永恆的春天 |
| 1976年 | 書劍恩仇錄 |
| 1976年 | 寶蓮燈 - 01.訂情（合唱：鄭少秋／汪明荃） - 02.初會（唱：鄭少秋） - 03.相逢夢裡人（合唱：鄭少秋／汪明荃） - 04.兩地相思（合唱：鄭少秋／汪明荃） - 05.二堂放子（唱：鄭少秋） - 06.離別（合唱：鄭少秋／汪明荃） - 07.思凡（唱：汪明荃） - 08.思憶（唱：鄭少秋） - 09.春雨恨來遲（唱：汪明荃） - 10.遊山（合唱：汪明荃、莊文清） - 11.四季癡情（唱：汪明荃） - 12.天涯客（唱：鄭少秋） |
| 1977年 | 歡樂年年 |
| 1977年 | 帝女花 |
| 1977年 | 猛龍特警隊 |
| 1977年 | 祝福 |
| 1978年 | 春殘夢斷 |
| 1978年 | 山歌情誼長 |
| 1978年 | 心有誓言萬千 |
| 1978年 | 鄭少秋汪明荃合唱精選 |
| 1979年 | 圓月彎刀 |
| 1979年 | 天虹 |
| 1980年 | 渺渺情 |
| 1980年 | 京華春夢 |
| 1980年 | 千王之王 |
| 1981年 | 千王群英會 |
| 1981年 | 楊門女將 |
| 1981年 | 美麗的時光 |
| 1982年 | 白蛇傳 |
| 1982年 | 郎歸晚 |
| 1982年 | 萬水千山總是情 |
| 1984年 | 秋風秋雨·傾城之戀 |
| 1986年 | 今日的我 |
| 1987年 | 汪明荃金曲精選 |
| 1988年 | 人生總有希望 |
| 1993年 | 楊枝露滴牡丹開（粵曲） |
| 1995年 | 荃情陷家英 |
| 1995年 | 荃家福 |
| 1995年 | 旗鼓相當 |
| 1995年 | 汪明荃金曲精選(二) |
| 1995年 | 汪明荃演唱會金CD收藏版 |
| 1999年 | 最佳友情人 |

#### 單曲
| 年份   | 歌名                                                                        | 收錄合輯      |
| 2005年 | 《家規》（與胡杏兒、黃宗澤合唱，TVB劇集《我的野蠻奶奶》主題曲）             |               |
| 2006年 | 《自由女神》（與陳慧琳合唱）                                                | Perfect Match |
| 2006年 | 《東方之珠》（TVB劇集《東方之珠》主題曲）                                   |               |
| 2007年 | 《明成皇后》（TVB外購劇《明成皇后》主題曲）                                 | 歌聲傳情      |
| 2008年 | 《再見》（與農夫合唱，TVB劇集《野蠻奶奶大戰戈師奶》主題曲）                 |               |
| 2008年 | 《爱在天边》（TVB劇集《東山飄雨西關晴》主題曲）                             |               |
| 2009年 | 《阿姐》（音樂劇《真係阿姐汪明荃》主題曲）                                  |               |
| 2011年 | 《超低能》（與王祖藍、阮兆祥、李思捷合唱，TVB劇集《荃加福祿壽探案》主題曲） |               |
| 2015年 | 《華麗轉身》（TVB劇集《華麗轉身》主題曲）                                   |               |
| 2015年 | 《銀河》（TVB劇集《華麗轉身》插曲1）                                        |               |
| 2015年 | 《閃爍登場》（TVB劇集《華麗轉身》插曲2）                                    |               |
| 2024年 | 《Make My Day》                                                             |               |

### 音樂劇
| 年份   | 名稱                                  |
| 1982年 | 白蛇傳（羅文,盧海鵬,米雪合演 利舞台） |
| 2009年 | 真係阿姐－汪明荃                      |

### 香港个人演唱會
| 年份        | 演唱會名稱                                                         |
| 1980-1981年 | 利舞台演唱會                                                       |
| 1995年      | 首次紅館演唱會                                                     |
| 1997年      | 《十荃十美演唱會》                                                 |
| 1998年      | 《顧嘉煇黃霑真友情演唱会》                                         |
| 1999-2000年 | 最佳友情人演唱會 煇黃2000演唱會                                    |
| 2003年      | 《明荃明曲明星演唱會》                                             |
| 2007年      | 《我係我演唱會》                                                   |
| 2010年      | 《金曲娛樂真經典演唱會》                                           |
| 2011年      | 《鄭少秋、汪明荃、喜多郎新紀元2011演唱會》                         |
| 2012年      | 《汪明荃45美麗娛樂世界演唱會》                                     |
| 2015年      | 《顾嘉煇榮休盛典演唱會》                                           |
| 2016年      | 《顾嘉煇金紫荊慈善演唱会》                                         |
| 2017年      | 《汪明荃50週年 The Timeless Concert 2017》                         |
| 2018年      | 《光輝50汪明荃雲頂演唱會》                                         |
| 2024年      | 《信興集團呈獻 Liza Wang A Diva In Concert 阿姐汪明荃演唱會 2024》 |

### 節目主持（無綫電視）
- 1971-1994年、1997年-2002年 歡樂今宵
- 1977年 歡樂今宵賀台慶
- 1979年 翡翠群星賀羊年
- 1982、1986至2002年、2004年至今 歡樂滿東華
- 1985-1987年 龍鳳呈祥賀台慶
- 1986年 群星獻瑞喜迎春
- 1986年 1986亞運特備節目
- 1986-1988年 大江南北
- 1987年 慈善星輝仁濟夜
- 1987年 博愛歡樂傳萬家
- 1987年 全能司儀選拔大賽
- 1988年 漢城快訊
- 1988年至今 萬千星輝賀台慶
- 1989年 齊心同步創90之演藝同歡新里程
- 1990年 香港藝術家年獎八九頒獎典禮
- 1990年 K-100
- 1991年 怒劍嘯狂沙製作特輯（旁白）
- 1992年 萬紫千紅囍迎親
- 1992年 志蓮演藝同心獻關懷
- 1992年 銀禧星輝賀台慶
- 1993年 慈善星輝仁濟夜
- 1993年 二千群星迎奧運
- 1993年 減災扶貧閉幕匯演
- 1993年 金利來金光閃耀25年
- 1994年 94粵港澳歌唱大賽
- 1994-1995年 週五紅人館
- 1995年 慈善星輝仁濟夜
- 1995年 週三紅FRIEND區
- 1995年 萬眾同心公益金
- 1995年 真情流露頌親恩
- 1995年 助殘扶貧獻愛心
- 1995年 軒琴倩影匯群星
- 1995年 萬顆善心耀志蓮
- 1995年 共建香港好明天
- 1996年 慈善星輝仁濟夜
- 1996年 奧比斯愛心獻光明
- 1996年 萬眾同心公益金
- 1996年 軒琴寫意丹麥遊
- 1996年 穿梭丹麥夢幻國
- 1996年 今夜咀不停
- 1997年 上海傳奇
- 1997年 金牛滿屋賀新春
- 1997年 城中俊傑香港情
- 1997年 萬眾同心公益金
- 1997年 1997年藝術家年獎頒獎禮
- 1997年 萬眾一心迎回歸
- 1997年 龍的光輝香港回歸大匯演
- 1997年 紫荊吐艷慶歡騰
- 1997年 仁濟光輝30年
- 1997年 百變紅星閃閃迎台慶
- 1997-1998年 電視大贏家
- 1997年 海馬群星玩野智激鬥
- 1998年 河北省地震救災大行動
- 1998年 虎虎生威慶團年
- 1998年 金虎獻瑞賀新春
- 1998年 保良金輝120年
- 1998年 共創平等新紀元
- 1998年 無線30週年經典大匯演
- 1998年 永安中國遊 吃喝玩樂在福建
- 1998年 萬眾同心公益金
- 1998年 第二屆中文歌曲新秀歌唱大賽
- 1998年 香港回歸一周年-相約'98大型紀念晚會
- 1998年 愛心善心美港心連心
- 1998年 九鐵88新領域
- 1998年 紫荊吐艷慶歡騰
- 1999年 兔氣揚眉迎新歲
- 1999年 富貴金兔賀新春
- 1999年 非常勁秋荃情夜
- 1999年 萬眾同心公益金
- 1999年 永安旅遊話你知：點解雲南咁好玩
- 1999年 星光熠熠耀保良
- 1999年 送暖到台灣
- 1999年 紫荊吐艷慶歡騰
- 1999年 跨世紀錄香港同心齊共創
- 2000年 金龍獻瑞慶團圓
- 2000年 龍飛鳳舞慶新春
- 2000年 萬眾同心公益金
- 2000年 冠軍人馬頒獎典禮
- 2001年 名曲滿天星
- 2001年 慈善星輝仁濟夜
- 2001年 金蛇獻瑞迎新歲
- 2001年 金蛇賀歲喜迎春
- 2001年 紅線女藝海抒懷60年
- 2001年 聖約翰群星同獻救護心
- 2001年 紫荊吐艷慶歡騰
- 2001年 星光熠熠耀保良
- 2001年 荃城動感飛躍2002
- 2002年 人生七十慶楓修
- 2002年 闔家喜慶迎駿馬
- 2002年 一馬當先喜迎春
- 2003年 紅星追聲名歌Sing
- 2003年 明愛金禧暖萬心
- 2003年 京港都會展雙輝
- 2003年 星光熠熠耀保良
- 2004年 靈猴吉祥賀新歲
- 2004年 博愛歡樂傳萬家
- 2004年 明愛暖萬心
- 2004年 獅子山下念霑叔
- 2006年 狗肥屋潤迎新春
- 2006年 靈犬獻瑞賀新禧
- 2006年 博愛歡樂傳萬家
- 2007年 豬圓玉潤迎新歲
- 2007年 金豬獻瑞慶新春
- 2007年 再會歡樂今宵
- 2007年 向世界出發
- 2007年 保良局愛心跨越129慈善晚會
- 2007年 TVB 40周年台慶亮燈
- 2008年 金鼠獻瑞迎新歲
- 2008年 福鼠迎春報吉祥
- 2008年 天水荃情喜洋洋
- 2008年 保良局130年善心匯聚星輝夜
- 2008年 奥运金牌精英大汇演
- 2008年 TVB 41周年台慶亮燈
- 2009年 羊城賀歲萬家歡三十週年
- 2009年 金牛獻瑞喜迎春
- 2009年 至8女人心
- 2009年 TVB 42周年台慶亮燈
- 2010年 鯉躍龍門迎新春
- 2010年 虎虎生威賀新歲
- 2010年 保良局開心跨越131
- 2010年 荃加福祿壽
- 2010年 荃加福祿壽玩轉台慶
- 2010年 TVB43年 快樂力量迎台慶
- 2011年 明秋喜相逢
- 2011年 兔躍盛世迎新歲
- 2011年 富貴金兔賀新春
- 2012年 金龍吐艷迎新歲
- 2012年 龍福齊天慶新春
- 2012年 星光熠熠耀保良
- 2012年 凝聚力量 TVB 45周年
- 2013年 志在高興 志偉大派對
- 2013年 TVB新春黃金慶典
- 2013年 保良金蛇賀新春
- 2013年 靈蛇喜舞賀新禧
- 2013年 開心果永遠欣想妳演唱會
- 2014年 保良金馬賀新春
- 2014年 新春馬到慶豐年
- 2014年 女皇的盛宴
- 2014年 創新經典 TVB邁向48年
- 2015年 保良金羊慶新春
- 2015年 喜慶羊羊迎新歲
- 2015年 羊羊得意過新年
- 2016年 保良金猴賀新春
- 2016年 靈猴獻瑞賀新禧
- 2015年 Sunday靚聲王
- 2015年 善心滿載仁愛堂
- 2015年 迎挑戰 齊向前 TVB 48年
- 2016年 星光熠熠耀保良
- 2016年 跳躍飛騰TVB邁向50周年
- 2017年 慈善星輝仁濟夜
- 2017年 保良善心全鳳獻
- 2017年 1+1的幸福
- 2017年 雞年唱旺報新春
- 2017年 善心滿載仁愛堂
- 2017年 星光熠熠耀保良
- 2017年 汪明荃50周年世紀盛宴
- 2017年 TVB 50周年 華麗轉身 邁步同行
- 2017年 慶祝香港回歸祖國二十周年文藝晚會
- 2018年 靈犬獻瑞迎新歲
- 2018年 慈善星輝仁濟夜
- 2018年 吉祥金犬耀保良
- 2018-2021年 明愛暖萬心
- 2018年 善心滿載仁愛堂
- 2018年 星光熠熠耀保良
- 2018年 TVB 50+1周年再出發
- 2019年 慈善星輝仁濟夜
- 2019年 富貴金豬賀肥年
- 2019年 金豬耀保良
- 2019年 娛樂大家（第1-2輯）
- 2019年 香港唱好演唱會
- 2019年 善心滿東華2019
- 2020年 金鼠賀歲迎新春
- 2020年 保良愛心慶新春
- 2020年 星光熠熠耀保良
- 2020年 娛樂大家10點半
- 2020年 萬眾同心公益金
- 2020年 娛樂大家（第4輯）
- 2020年 港姐見工有問題
- 2020年 星光熠熠耀保良
- 2020年 歡樂滿東華
- 2020年 2020最美的夜跨年晚會
- 2021年 無可比擬的演藝泰斗 永遠懷念 吳孟達
- 2021年 博愛歡樂傳萬家
- 2022年 慶祝香港回歸祖國二十五周年文藝晚會
- 2022年 星光匯聚成翡翠
- 2023年 明愛暖萬心
- 2023年 善心滿載仁愛堂
- 2023年 萬千星輝賀台慶
- 2023年 歡樂滿東華2023
- 2024年 慈善星輝仁濟夜
- 2024年 除夕倒數迎金龍
- 2024年 龍舞雲祥年初一
- 2024年 新春保良迎金龍
- 2024年 博愛歡樂傳萬家
- 2024年 善心滿載仁愛堂

### 節目主持（其他）
- 1978年7月30日 香港電台《鏗鏘集》：〈言之者無罪〉（主題：粵語流行曲；嘉賓：徐小鳳、羅文、張武孝）[來源請求]

### 節目嘉賓
- 2000年 肥肥闔府統請賓FUN SHOW演唱會
- 2014年 年代秀
- 2015年 今日VIP
- 2016年 Sunday靚聲王
- 2018年 新春辦年貨
- 2018年 鋒味2018（第五期）
- 2019年 #後生仔傾吓偈

### 廣播劇
- 198X年 香港電台《星運》（页面存档备份，存于）飾 艾琪（與鄧光榮合作）
- 1980年 香港電台《渺渺情》

## 派台歌曲成績
| 派台歌曲成績（四台）         | 派台歌曲成績（四台） | 派台歌曲成績（四台） | 派台歌曲成績（四台） | 派台歌曲成績（四台） | 派台歌曲成績（四台） | 派台歌曲成績（四台）         | 派台歌曲成績（四台）           |      |
| ---------------------------- | -------------------- | -------------------- | -------------------- | -------------------- | -------------------- | ---------------------------- | ------------------------------ | ---- |
| 唱片                         | 歌曲                 | 903                  | RTHK                 | 997                  | TVB                  | 備註                         | 備註                           |      |
| 1976年                       |                      |                      |                      |                      |                      |                              |                                |      |
| 永恒的春天                   | 永恒的春天           |                      | 8                    |                      |                      |                              |                                |      |
| 1977年                       |                      |                      |                      |                      |                      |                              |                                |      |
| 歡樂年年                     | 迎春花               |                      | 2                    |                      |                      | 與鄭少秋合唱                 | 與鄭少秋合唱                   |      |
| 伴侶                         | 青青河邊草           |                      | 6                    |                      |                      |                              |                                |      |
| 帝女花                       | 並蒂花               |                      | 2                    |                      |                      | 與羅文合唱                   | 與羅文合唱                     |      |
| 1978年                       |                      |                      |                      |                      |                      |                              |                                |      |
| 春殘夢斷                     | 春殘夢斷             |                      | 1                    |                      |                      | 首支冠軍歌                   | 首支冠軍歌                     |      |
| 山歌情誼長                   | 山歌情誼長           |                      | 1                    |                      |                      |                              |                                |      |
| 1979年                       |                      |                      |                      |                      |                      |                              |                                |      |
| 天虹·像白云像清风            | 天虹                 |                      | /                    |                      |                      |                              |                                |      |
| 天虹·像白云像清风            | 像白雲像清風         |                      | 1                    |                      |                      |                              |                                |      |
| 1980年                       |                      |                      |                      |                      |                      |                              |                                |      |
| 渺渺情                       | 渺渺情               |                      | 1                    |                      |                      |                              |                                |      |
| 京華春夢                     | 京華春夢             |                      | 1                    |                      |                      |                              |                                |      |
| 千王之王                     | 用愛將心偷           |                      | 1                    |                      |                      |                              |                                |      |
| 1981年                       |                      |                      |                      |                      |                      |                              |                                |      |
| 千王群英会·四季情            | 千王群英會           |                      | 1                    |                      |                      |                              |                                |      |
| 千王群英会·四季情            | 風箏樂               |                      | 1                    |                      |                      | 與黃宇翰合唱                 | 與黃宇翰合唱                   |      |
| 楊門女將                     | 楊門女將             |                      | 1                    |                      |                      |                              |                                |      |
| 1982年                       |                      |                      |                      |                      |                      |                              |                                |      |
| 美麗的時光·我像小雨          | 我像小雨             |                      | /                    |                      |                      |                              |                                |      |
| 白蛇傳                       | 好姻緣               |                      | 1                    |                      |                      | 與羅文合唱                   | 與羅文合唱                     |      |
| 郎归晚                       | 勇敢的中國人         |                      | 1                    |                      |                      |                              |                                |      |
| 萬水千山總是情               | 萬水千山總是情       |                      | 1                    |                      |                      |                              |                                |      |
| 1984年                       |                      |                      |                      |                      |                      |                              |                                |      |
| 秋風秋雨                     | 傾城之戀             |                      | /                    |                      | /                    |                              |                                |      |
| 秋風秋雨                     | 教我做個夢           |                      | /                    |                      |                      |                              |                                |      |
| 1986年                       |                      |                      |                      |                      |                      |                              |                                |      |
| 今日的我                     | 今日的我             |                      | /                    | /                    | 10                   |                              |                                |      |
| 今日的我                     | 為忙說謊             |                      | /                    | /                    | /                    |                              |                                |      |
| 1987年                       |                      |                      |                      |                      |                      |                              |                                |      |
|                              | 開創明天             |                      | /                    | /                    | /                    | 與羅文、成龍、關正傑合唱     | 與羅文、成龍、關正傑合唱       |      |
| 1988年                       |                      |                      |                      |                      |                      |                              |                                |      |
| 人生總有希望                 | 人生總有希望         | -                    | /                    | /                    | 9                    |                              |                                |      |
| 人生總有希望                 | 愛給了我什麼         | -                    | 3                    | /                    | /                    |                              |                                |      |
| 1994年                       |                      |                      |                      |                      |                      |                              |                                |      |
| 荃家福                       | 凍咖啡               | 18                   | 11                   | /                    | /                    |                              |                                |      |
| 1995年                       |                      |                      |                      |                      |                      |                              |                                |      |
| 旗鼓相當                     | 旗鼓相當             | 22                   | /                    | /                    | /                    |                              |                                |      |
| 1997年                       |                      |                      |                      |                      |                      |                              |                                |      |
|                              | 荃心荃意             | -                    | -                    | -                    | -                    |                              |                                |      |
| 1999年                       |                      |                      |                      |                      |                      |                              |                                |      |
| 最佳友情人                   | 美麗娛樂世界         | -                    | -                    | -                    | -                    |                              |                                |      |
| 2006年                       |                      |                      |                      |                      |                      |                              |                                |      |
| Perfect Match                | 自由女神             | 1                    | 1                    | 1                    | 1                    | 與陳慧琳合唱 四台冠軍歌      | 與陳慧琳合唱 四台冠軍歌        |      |
| 歌影传情                     | 明成皇后             | -                    | -                    | -                    | -                    |                              |                                |      |
| 2015年                       |                      |                      |                      |                      |                      |                              |                                |      |
| TV Love Songs Forever        | 華麗轉身             | -                    | -                    | -                    | 1                    | 無綫電視劇《華麗轉身》主題曲 | 無綫電視劇《華麗轉身》主題曲   |      |
| TV Love Songs Forever        | 銀河                 | -                    | -                    | -                    | -                    | 無綫電視劇《華麗轉身》片尾曲 | 無綫電視劇《華麗轉身》片尾曲   |      |
| TV Love Songs Forever        | 閃爍登場             | -                    | -                    | -                    | -                    | 無綫電視劇《華麗轉身》插曲   | 無綫電視劇《華麗轉身》插曲     |      |
| 派台歌曲成績（五台）         |                      |                      |                      |                      |                      |                              |                                |      |
| 唱片                         | 歌曲                 | 903                  | RTHK                 | 997                  | TVB                  | ViuTV                        | 備註                           | 備註 |
| 2022年                       |                      |                      |                      |                      |                      |                              |                                |      |
| 經典·傳承 無綫電視55周年大碟 | 華麗轉身             | ×                    | ×                    | ×                    | -                    | ×                            | 與鍾柔美合唱 舊曲重唱          |      |
| 2024年                       |                      |                      |                      |                      |                      |                              |                                |      |
|                              | Make My Day          | -                    | 2                    | 15                   | 1                    | ×                            | 加拿大至 HIT 中文歌曲排行榜：7 |      |

| 各台冠軍歌總數 | 各台冠軍歌總數 | 各台冠軍歌總數 | 各台冠軍歌總數 | 各台冠軍歌總數 | 各台冠軍歌總數     | 各台冠軍歌總數     | 各台冠軍歌總數 |
| -------------- | -------------- | -------------- | -------------- | -------------- | ------------------ | ------------------ | -------------- |
| 四台a          | 903            | RTHK           | 997            | TVB            | 備註               | 備註               | 備註           |
| 四台a          | 1              | 13             | 1              | 3              | 四台冠軍歌總數：13 | 四台冠軍歌總數：13 |                |
| 五台b          | 903            | RTHK           | 997            | TVB            | ViuTV              | 備註               |                |
| 五台b          | 0              | 0              | 0              | 1              | 0                  | 五台冠軍歌總數：0  |                |

- （*）上榜中
- （-）未能上榜
- （×）沒有派往該台
- 粗體表示冠軍歌
- ^  注解a：包括2022年後的冠軍歌曲
- ^  注解b：2022年起

## 無綫月曆
- 2014年11月 - 蔡少芬、張兆輝、苗僑偉、邵美琪、吳啟華、田蕊妮

## 獎項殊榮
| 年份   | 頒獎典禮                 | 獎項                     | 作品             | 角色        | 結果                         |
| ------ | ------------------------ | ------------------------ | ---------------- | ----------- | ---------------------------- |
| 1969年 | 華僑晚報十大明星選舉     | 電視明星                 | 不適用           | 不適用      | 獲獎                         |
| 1971年 | 華僑晚報十大明星選舉     | 十大電視明星             | 不適用           | 不適用      | 獲獎                         |
| 1973年 | 華僑晚報十大明星選舉     | 十大電視明星             | 不適用           | 不適用      | 獲獎                         |
| 1974年 | 華僑晚報十大明星選舉     | 十大電視明星             | 不適用           | 不適用      | 獲獎                         |
| 1975年 | 華僑晚報十大明星選舉     | 十大電視明星             | 不適用           | 不適用      | 獲獎                         |
| 1976年 | 華僑晚報十大明星選舉     | 十大電視明星             | 不適用           | 不適用      | 獲獎                         |
| 1977年 | 華僑晚報十大明星選舉     | 十大電視明星             | 不適用           | 不適用      | 獲獎                         |
| 1978年 | 華僑晚報十大明星選舉     | 十大電視明星             | 不適用           | 不適用      | 獲獎                         |
| 1979年 | 華僑晚報十大明星選舉     | 十大電視明星             | 不適用           | 不適用      | 獲獎                         |
| 1979年 | 十大中文金曲頒獎典禮     | 十大中文金曲獎           | 《像白雲像清風》 | 不適用      | 獲獎                         |
| 1980年 | 十大中文金曲頒獎典禮     | 十大中文金曲獎           | 《京華春夢》     | 不適用      | 獲獎                         |
| 1980年 | 華僑晚報十大明星選舉     | 十大電視明星             | 不適用           | 不適用      | 獲獎                         |
| 1981年 | 華僑晚報十大明星選舉     | 十大電視明星             | 不適用           | 不適用      | 獲獎                         |
| 1982年 | 華僑晚報十大明星選舉     | 十大電視明星             | 不適用           | 不適用      | 獲獎                         |
| 1982年 | 華僑晚報十大明星選舉     | 十大影劇明星             | 不適用           | 不適用      | 獲獎                         |
| 1982年 | 十大中文金曲頒獎典禮     | 十大中文金曲獎           | 《勇敢的中國人》 | 不適用      | 獲獎                         |
| 1983年 | 華僑晚報十大明星選舉     | 十大影劇明星             | 不適用           | 不適用      | 獲獎                         |
| 1984年 | 華僑晚報十大明星選舉     | 十大電視明星             | 不適用           | 不適用      | 獲獎                         |
| 1985年 | 華僑晚報十大明星選舉     | 十大電視明星             | 不適用           | 不適用      | 獲獎                         |
| 1986年 | 華僑晚報十大明星選舉     | 十大電視明星             | 不適用           | 不適用      | 獲獎                         |
| 1999年 | 1999年度萬千星輝賀台慶   | 我最難忘的女主角         | 《家變》         | 洛琳        | 獲獎                         |
| 2001年 | 萬千星輝賀台慶2001       | 本年度我最喜愛的女主角   | 《婚前昏後》     | 林皓雪      | 獲獎                         |
| 2001年 | 萬千星輝賀台慶2001       | 本年度我最喜愛的電視角色 | 《婚前昏後》     | 林皓雪      | 獲獎                         |
| 2004年 | 十大中文金曲頒獎音樂會   | 金針獎                   | 不適用           | 不適用      | 獲獎                         |
| 2005年 | 明報週刊演藝動力大獎     | 明報周刊致敬大獎         | 不適用           | 不適用      | 獲獎                         |
| 2005年 | 明報週刊演藝動力大獎     | 最突出電視女藝員         | 《我的野蠻奶奶》 | 喜塔臘‧鑠蘭 | 獲獎                         |
| 2005年 | 萬千星輝賀台慶2005       | 最佳女主角               | 《我的野蠻奶奶》 | 喜塔臘‧鑠蘭 | 獲獎                         |
| 2010年 | 萬千星輝頒獎典禮2010     | 最佳節目主持             | 《荃加福祿壽》   | 不適用      | 與阮兆祥、李思捷、王祖藍獲獎 |
| 2012年 | 萬千星輝頒獎典禮2012     | 萬千光輝演藝人大獎       | 不適用           | 不適用      | 獲獎                         |
| 2015年 | 星和無綫電視大獎2015     | 我最愛TVB女主角          | 《華麗轉身》     | 華芳凝      | 獲獎                         |
| 2015年 | 星和無綫電視大獎2015     | SG50：星和星輝大獎       | 不適用           | 不適用      | 與鄭少秋獲獎                 |
| 2015年 | 2015勁歌金曲優秀選第一回 | 優秀選得獎歌曲           | 《華麗轉身》     | 不適用      | 獲獎                         |
| 2015年 | 萬千星輝頒獎典禮2015     | 最佳節目主持             | 《Sunday靚聲王》 | 不適用      | 與鄭少秋、林曉峰獲獎         |
| 2019年 | 萬千星輝頒獎典禮2019     | 最佳節目主持             | 《娛樂大家》     | 不適用      | 與森美、蘇永康、余德丞獲獎   |
| 2021年 | 萬千星輝賀台慶2021       | TVB50年金禧服務大獎      | 不適用           | 不適用      | 獲獎                         |

## 榮譽
- 1981年：香港十大傑出青年
- 2007年：香港城市大學榮譽文學博士學位

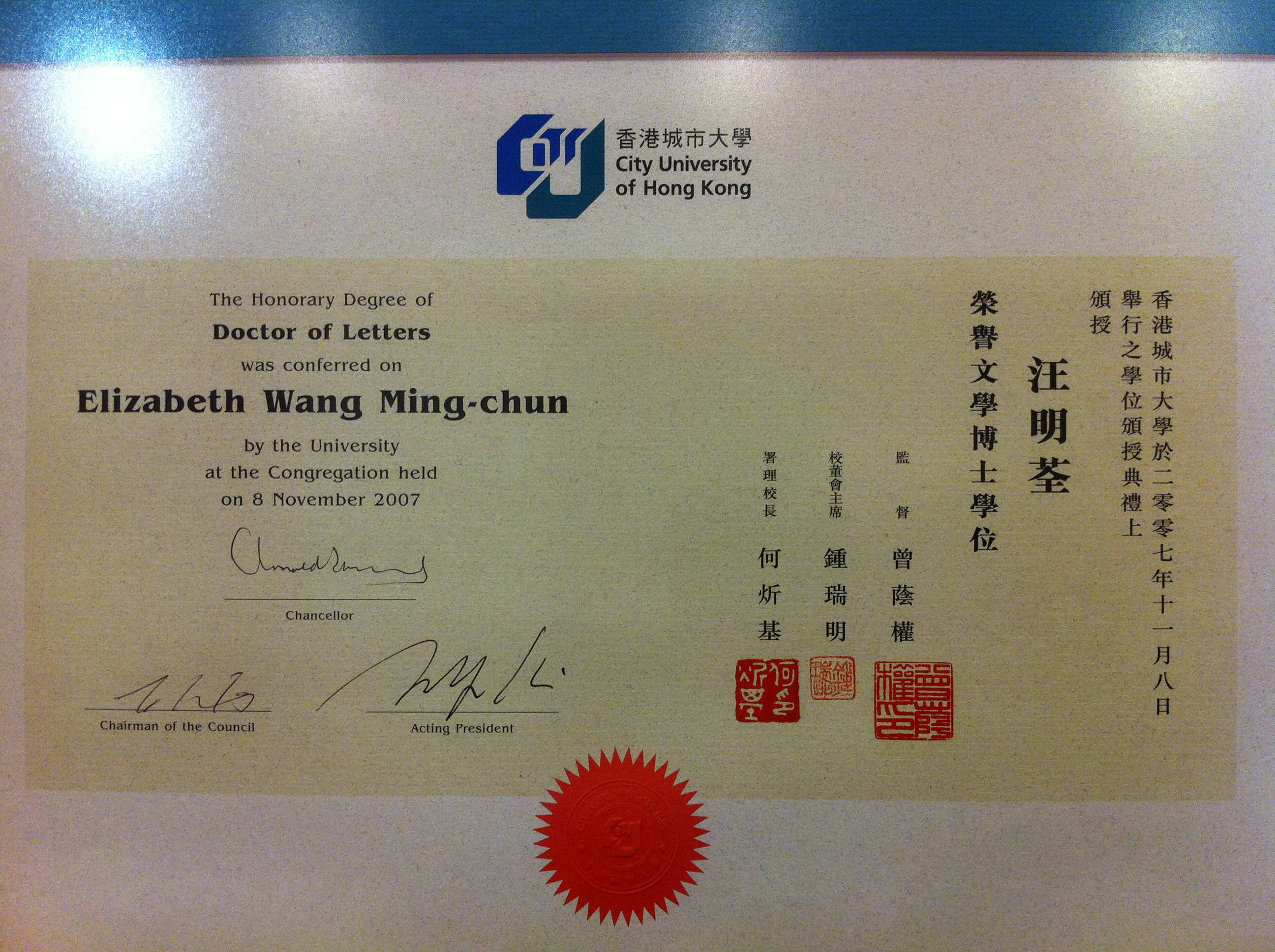
汪明荃的香港城市大學榮譽文學博士學位證書

- 2007年：世界華商投資基金會 世界傑出華人獎
- 2009年：香港演藝學院榮譽院士
- 2010年：職業訓練局畢業典禮榮譽院士（由政務司司長唐英年頒發）
- 2015年：香港教育學院榮譽人文學博士學位
- 2017年：香港演藝學院榮譽博士學位[4]

## 外部連結
- 汪明荃的Facebook專頁
- 汪明荃官方網頁* 汪明荃曾獲榮譽列表（页面存档备份，存于）
- 汪明荃liza的新浪微博
- 汪明荃的Instagram帳戶
- 汪明荃在互联网电影资料库（IMDb）上的資料（英文）
- 在AllMovie上汪明荃的頁面（英文）
- 汪明荃在香港影庫上的簡介
- 汪明荃在豆瓣上的资料（简体中文）
- 汪明荃在时光网上的簡介（简体中文）
- 永恆之星─汪明荃（页面存档备份，存于）
- 粵語流行曲黑膠唱片：汪明荃黑膠唱片（页面存档备份，存于）
- 《翡翠群星大贏家》電腦遊戲網頁，有野蠻奶奶角色
- 汪明荃博士. 2020/21 駐校藝術家計劃 (Dr Liza Wang, 2020/21 Artist-in-Residence Programme) （页面存档备份，存于） 香港理工大學包玉剛圖書館 （中文）（英文）

| 前任： 鄭裕玲 | 萬千星輝頒獎典禮 最佳女主角 2001年 | 繼任： 陳慧珊 |
| 前任： 黎姿   | 萬千星輝頒獎典禮 最佳女主角 2005年 | 繼任： 佘詩曼 |